# Ussassai
Ussassai – miejscowość i gmina we Włoszech, w regionie Sardynia, w prowincji Nuoro.
Według danych na rok 2004 gminę zamieszkiwały 764 osoby, 16,3 os./km². Graniczy z Gairo, Osini, Seui i Ulassai.